# Балич, Элвир
Э́лвир Ба́лич (сербохорв. Elvir Baljić / Елвир Баљић; род. 8 июля 1974, Сараево) — боснийский футболист, выступавший на позиции левого полузащитника и нападающего. Первый босниец (с момента независимости Боснии), выигравший Лигу чемпионов УЕФА.

## Карьера

### Клубная карьера
Начал карьеру в ФК «Железничар», но в 1993 году во время гражданской войны в Боснии покинул клуб и стал игроком ФК «Сараево». В составе столичного клуба провёл 11 игр, забив 8 голов. Вскоре покинул клуб и отправился в турецкий «Бурсаспор», где в течение нескольких сезонов становился лучшим игроком клуба.
Летом 1998 года перешёл в «Фенербахче» за сумму приблизительно в 18 миллионов немецких марок. В 30 играх забил 18 голов, а клуб финишировал на третьем месте. Игра Балича привлекла внимание ведущих европейских клубов, и летом 1999 года «Реал Мадрид» купил его приблизительно за 42 миллиона немецких марок (26 миллионов евро на сегодняшний день), что стало сюрпризом для фанатов «королевского клуба». Подписание контракта одобрили президент клуба Лоренцо Санц и тренер команды Джон Тошак, который хорошо знал Балича. Стоимость трансфера игрока из бывшей югославской страны была рекордной до перехода Эдина Джеко в «Манчестер Сити» из «Вольфсбурга» (32 миллиона евро).
Однако из-за травм Балич провёл только 11 игр, в одной из которых забил единственный мяч. В 8 матчах он выходил на замену. Увольнение Тошака осложнило положение боснийца, так как новый тренер, Висенте дель Боске, не давал ни единого шанса игроку. К счастью, босниец был включён в состав клуба для финала Лиги чемпионов сезона 1999/2000. Хотя он не сыграл ни минуты, но его команда разгромила «Валенсию» со счётом 3:0, и Элвир стал победителем Лиги чемпионов. Летом 2000 года многострадальный босниец перешёл в «Фенербахче» на правах аренды.
Балич из-за многочисленных травм потерял былую форму и провёл только 27 игр в Турции, забив 5 голов, однако это позволило «Фенербахче» завоевать титул чемпионов страны. Через год босниец перешёл в «Райо Валлекано», надеясь вернуться впоследствии в «Реал». Там он встретил своих соотечественников Элвира Болича и Эмира Гранова. Впрочем, Балич так и не вернулся в «королевский клуб» из-за череды травм и даже дисквалификаций. Итог выступления: 10 игр и только один забитый мяч.
Летом 2002 года Балич уехал в Турцию, где и провёл остаток карьеры. Выступая за «Галатасарай», он провёл 34 игры, забив всего 3 мяча. После неудачного сезона в «Галатасарае» Балич начал говорить о возможном завершении карьеры и даже временно прекратил тренировки. В 2005 году дело ограничилось только 14 встречами в составе «Коньяспора». Однако в январе 2006 года он вернулся в большой спорт, подписав контракт с «Анкарагюджю», а вскоре перешёл в «Истанбулспор». Там он и завершил карьеру игрока.

### Карьера в сборной
Хотя на клубном уровне Балич выступал нестабильно, в сборной он играл гораздо лучше. За свою карьеру в сборной страны он провёл 38 игр, забил 14 мячей. Уникальность Балича в том, что он является единственным боснийцем, оформлявшим «покер» в матче за сборную. Случилось это 9 октября 1999 года в матче с Эстонией — хотя счёт открыл Андрес Опер, Балич в ответ забил четыре мяча на 42-й, 57-й, 67-й и 87-й минутах. В 2005 году Балич завершил карьеру в сборной, так и не сыграв со сборной на крупных турнирах.

### Тренерская карьера
С февраля 2010 года тренер сборной Боснии Сафет Сушич заявил о скором назначении Балича на пост помощника тренера «золотых лилий».

## Достижения

### Командные
- Победитель Лиги чемпионов УЕФА: 1999/00
- Чемпион Турции: 2000/01

### Личные
- Футболист года в Боснии и Герцеговине 1998, 1999
- Футболист года в Турции: 1998

## Личная жизнь
Балич записал в 2005 году альбом Novi dan с песнями в стиле фолк. Автором текстов является Дино Мухаремович.